# Развој светског рекорда у атлетици на отвореном — маратон за мушкарце
Светски рекорди у маратону нису званично признати од стране ИААФ (International Association of Athletics Federations – Међународна атлетска федерација) до 1. јануара 2004, односно резултат који тог датума буде најбољи резултат у маратону на свету.
Први признати светски рекорд за мушкарце износио је 2 сата 4 минута и 55 секунди, а поставио га је Пол Тергат на Берлинском маратону, 28. септембра, 2003. (ратификован као светски рекорд од стране ИААФ 1. јануар 2004.)
ИААФ је до 3. маја 2015. ратификоваo 6. светских рекорда.

## Развој светског рекорда у маратону
Рекорди ратификовани од ИААФ-а
| Р.бр. | Време     | Атлетичар               | Држава           | Место                        | Датум               | Трајање                       |
| ----- | --------- | ----------------------- | ---------------- | ---------------------------- | ------------------- | ----------------------------- |
| 1.    | 2:55:18,4 | Џони Хејз               | Сједињене Државе | Лондон, Уједињено Краљевство | 24. јул 1908.       | 5 месеци и 8 дана             |
| 2.    | 2:52:45,4 | Роберт Фаулер           | Сједињене Државе | Њујорк, САД                  | 1. јануар 1909.     | 1 месец и 11 дана             |
| 3.    | 2:46:52,8 | Џејмс Кларк             | Сједињене Државе | Њујорк, САД                  | 12. фебруар 1909.   | 2 месеца и 26 дана            |
| 4.    | 2:46:04,6 | Алберт Рејн             | Сједињене Државе | Њујорк, САД                  | 8. мај 1909.        | 0 дана                        |
| 5.    | 2:42:31,0 | Хенри Барет             | Велика Британија | Лондон, Уједињено Краљевство | 8. мај 1909.        | 3 месеца и 23 дана            |
| 6.    | 2:40:34,2 | Тире Јохансон           | Шведска          | Стокхолм, Шведска            | 31. август 1909.    | 3 године, 8 месеци и 12 дана  |
| 7.    | 2:38:16,2 | Хари Грин               | Велика Британија | Лондон, Уједињено Краљевство | 12. мај 1913.       | 19 дана                       |
| 8.    | 2:36:06,6 | Алексис Алгрен          | Шведска          | Лондон, Уједињено Краљевство | 31. мај 1913.       | 7 година, 2 месеца и 22 дана  |
| 9.    | 2:32:35,8 | Ханес Колехмаинен       | Финска           | Антверпен, Белгија           | 22. август 1920.    | 5 година, 1 месец и 20 дана   |
| 10.   | 2:29:01,8 | Алберт Мичелсен         | Сједињене Државе | Порт Честер, САД             | 12. октобар 1925.   | 9 година, 5 месеци и 19 дана  |
| 11.   | 2:27:49,0 | Fusashige Suzuki        | Јапан            | Токио, Јапан                 | 31. март 1935.      | 3 дана                        |
| 12.   | 2:26:44,0 | Yasuo Ikenaka           | Јапан            | Токио, Јапан                 | 3. април 1935.      | 7 месеци                      |
| 13.   | 2:26:42   | Китеи Шон               | Јапан            | Токио, Јапан                 | 3. новембар 1935.   | 0 дана                        |
| 14.   | 2:26:42   | Sohn Kee Chung          | Кореја           | Токио, Јапан                 | 3. новембар 1935.   | 11 година, 5 месеци и 16 дана |
| 15.   | 2:25:39   | Yun Bok Suh             | Кореја           | Бостон, САД                  | 19. април 1947.     | 5 година, 1 месец и 26 дана   |
| 16.   | 2:20:42,2 | Џим Петерс              | Велика Британија | Чесвик, САД                  | 14. јун 1952.       | 11 месеци и 30 дана           |
| 17.   | 2:18:40,4 | Џим Петерс              | Велика Британија | Чесвик, САД                  | 13. јун 1953.       | 3 месеца и 21 дан             |
| 18.   | 2:18:34,8 | Џим Петерс              | Велика Британија | Турку, Финска                | 4. октобар 1953.    | 8 месеци и 20 дана            |
| 19.   | 2:17:39,4 | Џим Петерс              | Велика Британија | Чесвик, САД                  | 24. јун 1954.       | 4 године и 2 месеца           |
| 20.   | 2:15:17,6 | Сергеј Попов            | Совјетски Савез  | Стокхолм, Шведска            | 24. август 1958.    | 2 године и 17 дана            |
| 21.   | 2:15:16,2 | Абебе Бикила            | Етиопија         | Рим, Италија                 | 10. септембар 1960. | 2 године, 5 месеци и 7 дана   |
| 22.   | 2:15:15,8 | Тору Терасава           | Јапан            | Бепу, Јапан                  | 17. фебруар 1963.   | 3 месеца и 29 дана            |
| 23.   | 2:14:28   | Леонард Еделен          | Сједињене Државе | Чесвик, САД                  | 15. јун 1963.       | 11 месеци и 29 дана           |
| 24.   | 2:13:55   | Базил Хитли             | Велика Британија | Чесвик, САД                  | 13. јун 1964.       | 4 месеца и 8 дана             |
| 25.   | 2:12:11,2 | Абебе Бикила            | Етиопија         | Токио, Јапан                 | 21. октобар 1964.   | 7 месеци и 22 дана            |
| 26.   | 2:12:00   | Морио Шигематсу         | Јапан            | Чесвик, САД                  | 12. јун 1965.       | 2 године, 5 месеци и 21 дан   |
| 27.   | 2:09:36,4 | Дерек Клејтон           | Аустралија       | Фукуока, Јапан               | 3. децембар 1967.   | 1 година, 5 месеци и 27 дана  |
| 28.   | 2:08:33,6 | Дерек Клејтон           | Аустралија       | Антверпен, Белгија           | 30. мај 1969.       | 12 година, 6 месеци и 6 дана  |
| 29.   | 2:08:18   | Роберт де Кастела       | Аустралија       | Фукуока, Јапан               | 6. децембар 1981.   | 2 године, 10 месеци и 15 дана |
| 30.   | 2:08:05   | Стив Џонс               | Велика Британија | Чикаго, САД                  | 21. октобар 1984.   | 5 месеци и 30 дана            |
| 31.   | 2:07:12   | Карлос Лопез            | Португалија      | Ротердам, Холандија          | 20. април 1985.     | 2 године, 11 месеци и 28 дана |
| 32.   | 2:06:50   | Белаинех Динсамо        | Етиопија         | Ротердам, Холандија          | 17. април 1988.     | 10 година, 5 месеци и 3 дана  |
| 33.   | 2:06:05   | Роналдо да Коста        | Бразил           | Берлин, Немачка              | 20. септембар 1998. | 1 година, 1 месец и 4 дана    |
| 34.   | 2:05:42   | Халид Ханучи            | Мароко           | Чикаго, САД                  | 24. октобар 1999.   | 2 године, 5 месеци и 11 дана  |
| 35.   | 2:05:38   | Халид Ханучи            | Сједињене Државе | Лондон, Уједињено Краљевство | 14. април 2002.     | 1 година, 5 месеци и 24 дана  |
| 36.   | 2:04:55   | Пол Тергат              | Кенија           | Берлин, Немачка              | 28. септембар 2003. | 4 године и 2 дана             |
| 37.   | 2:04:26   | Хаиле Гебрселасије      | Етиопија         | Берлин, Немачка              | 30. септембар 2007. | 11 месеци и 29 дана           |
| 38.   | 2:03:59   | Хаиле Гебрселасије      | Етиопија         | Берлин, Немачка              | 28. септембар 2008. | 2 године, 11 месеци и 28 дана |
| 39.   | 2:03:38   | Патрик Макау Мусјоки    | Кенија           | Берлин, Немачка              | 25. септембар 2011. | 2 године и 4 дана             |
| 40.   | 2:03:23   | Вилсон Кипсанг Кипротич | Кенија           | Берлин, Немачка              | 29. септембар 2013. | 11 месеци и 30 дана           |
| 41.   | 2:02:57   | Денис Кипруто Кимето    | Кенија           | Берлин, Немачка              | 28. септембар 2014. | 3 године, 11 месеци и 19 дана |
| 42.   | 2:01:39   | Елијуд Кипчоге          | Кенија           | Берлин, Немачка              | 16. септембар 2018. | 6 година и 253 дана           |